# 麹町区
麹町区（こうじまちく、旧字体：麴町區）は東京府東京市（後に東京都）にかつて存在した区である。1878年（明治11年）から1947年（昭和22年）までの期間（東京15区及び35区の時代）に存在した。現在の千代田区の一部。

## 地理
旧東京市の中央部に位置した。北に神田川、北東に日本橋川が流れ、北を中央本線が、東を東海道本線と東北本線が走っていた。都電が区の全域を走っている。区域は、皇居（旧江戸城跡）およびその周辺地域（丸ノ内・大手町・有楽町・霞ヶ関・永田町・麹町・番町・九段など）である。国会議事堂や内閣総理大臣官邸、中央省庁など、日本の首都機能を担う。旧東京市役所や旧東京府庁（その後の東京都庁）所在地でもあった。
1947年に、神田区と合併して、千代田区となった。

### 隣接していた自治体
- 東京都
  - 小石川区、神田区、日本橋区、京橋区、芝区、赤坂区、四谷区、牛込区

## 歴史
区名は区内の地域名「麹町」による。

### 沿革
- 1878年（明治11年）11月2日 - 郡区町村編制法施行により、以下の区域をもって東京府麹町区が置かれる[1]。区役所は隼町8番地[2]に置き、11月4日に開庁し事務を開始する[1]。

- 宮城（きゅうじょう。現千代田）
- 祝田町、宝田町、元千代田町（現皇居外苑）
- 竹平町（現一ツ橋一丁目）
- 大手町一丁目、道三町、永楽町二丁目（現大手町、丸の内）
- 大手町二丁目、神田橋内元衛町、銭瓶町（現大手町）
- 永楽町一丁目、八重洲町一丁目、八重洲町二丁目（現丸の内）
- 有楽町一丁目、有楽町二丁目（現丸の内、有楽町）
- 有楽町三丁目（現有楽町）
- 内幸町一丁目、内山下町一丁目（現内幸町）
- 内山下町二丁目（現日比谷公園）
- 内幸町二丁目、霞ヶ関一丁目、霞ヶ関二丁目、裏霞ヶ関、外桜田町（現霞が関）
- 西日比谷町（現日比谷公園、霞が関）
- 永田町二丁目（現永田町）
- 永田町一丁目（現永田町、ごく一部のみ平河町）
- 三年町（現霞が関、永田町）
- 麹町平河町一丁目、麹町平河町二丁目、麹町平河町三丁目、麹町平河町四丁目、麹町平河町六丁目、元平河町（現平河町）
- 麹町平河町五丁目（現平河町、ごく一部のみ永田町）
- 麹町隼町（現隼町、ごく一部のみ永田町、平河町）
- 麹町一丁目、麹町二丁目、麹町三丁目、麹町四丁目、麹町五丁目、麹町六丁目、麹町七丁目、麹町八丁目、麹町九丁目、麹町十丁目、麹町山元町一丁目、麹町山本町二丁目、麹町山本町三丁目、麹町元園町二丁目（現麹町）
- 麹町十一丁目、麹町十二丁目、麹町十三丁目（現新宿区四谷）
- 麹町紀尾井町（現紀尾井町、麹町）
- 麹町元園町一丁目（現麹町、一番町）
- 五番町、上二番町（現一番町）
- 下二番町（現二番町）
- 一番町、上六番町（現三番町）
- 中六番町（現四番町）
- 土手三番町（現五番町）
- 三番町（現九段南、九段北）
- 下六番町（現六番町）
- 飯田町一丁目、富士見町一丁目、富士見町二丁目、富士見町三丁目（現九段南）
- 飯田町二丁目、四番町（現九段北）
- 富士見町四丁目、富士見町五丁目, 富士見町六丁目（現富士見）
- 飯田町三丁目、飯田町六丁目（現富士見、飯田橋）
- 飯田町四丁目（現九段北、飯田橋）
- 飯田町五丁目（現飯田橋）

- 1879年（明治12年） - 宮城の一部に代官町（現北の丸公園）を設置。
- 1880年（明治13年）9月27日 - 麹町十一丁目、十二丁目、十三丁目を四谷区に編入。
- 1881年（明治14年）1月17日 - 明治法律学校（現在の明治大学の前身）が、十六番町に開校する。
  - 9月11日 - 東京物理学講習所（現在の東京理科大学の前身）が、私立稚松（わかまつ）小学校（飯田町四丁目1番地）内に設立する。
- 1886年（明治19年）8月 - 陸軍軍吏学舎が、富士見に開かれる。
- 1888年（明治21年） - 学習院（現在の学校法人学習院）が三年町に移転する。
- 1889年（明治22年） - 飯田町五丁目の一部に飯田河岸（現飯田橋）を設置。
  - 5月1日 - 市制施行により、東京府東京市麹町区となる。
  - 10月4日 - 日本法律学校（現在の日本大学の前身）が、飯田町に開校する。
- 1890年（明治23年） - 和仏法律学校（現在の法政大学の前身）が、富士見町六丁目16番地へ移転する。
- 1891年（明治24年）4月1日 - 高等商業学校予備門（後の商工中学校、現在の日大三高の前身）が大手町一丁目1番地に開設する。
  - 11月 - 海軍予備校（現在の海城高校の前身）が元園町二丁目4番地に開校する。
- 1895年（明治28年）3月6日 - 市ケ谷駅が開業する。
  - 4月3日 - 飯田町駅が開業する。
- 1900年（明治33年）9月14日 - 女子英学塾（現在の津田塾大学の前身）が、一番町に開校する[3]。
- 1902年（明治35年）6月15日 - 大橋図書館が、飯田町に開館する[3]。
- 1903年（明治36年）6月1日 - 日比谷公園が開園する。
- 1907年（明治40年） - 明治薬学専門学校および東京女子薬学専門学校（いずれも現在の明治薬科大学の前身）が、紀尾井町に移転する。
- 1908年（明治41年）11月16日 - 東京市立日比谷図書館（後の日比谷図書文化館）が開館する[4]。
- 1910年（明治43年）4月10日 - 王子電気軌道本社事務所を、三番町に置く。
  - 6月25日 - 有楽町駅が開業する。
  - 9月15日 - 呉服橋駅が開業する。
- 1911年（明治44年） - 町名の「麹町」の冠称を廃止。
  - 3月11日 - 帝国劇場が開場する。
  - 9月25日 - 市制第六条ノ市ノ区ニ関スル件が制定され、区が法人となる[3]。
- 1913年（大正2年） - 上智大学が、紀尾井町に開学する。
- 1914年（大正3年）12月20日 - 東京駅が開業する。
  - 12月23日 - 流山軽便鉄道（現在の流鉄）本店が、有楽町3丁目1番地へ移転する。
- 1921年（大正10年）2月16日 - 閔元植暗殺事件が発生する。
  - 12月26日 - 東京市立麹町図書館を設置する[4]。
- 1923年（大正12年）1月1日 - 中央気象台（現在の気象庁）が、元衛町（旧神田橋内元衛町）へ移転する。
  - 9月1日 - 関東大震災発生。区域に甚大な被害が出る。
- 1926年（大正15年）7月 - 区役所新築工事開始[5]。
- 1927年（昭和2年）9月 - 区役所落成[5]。
- 1928年（昭和3年）11月28日 - 飯田橋駅が開業する。
- 1929年（昭和4年）- 震災復興後の区画整理に伴い、大部分の地域で町名の統合整理を実施（1938年まで）。
  - 2月2日 - 府立高等学校（現在の首都大学東京の前身）が、永田町に設立する[4]。
  - 3月18日 - 総理大臣官邸が、永田町二丁目一番地に置かれる。
- 1932年（昭和7年）5月15日 - 五・一五事件が発生する。
- 1936年（昭和11年） - 2月26日 - 二・二六事件が発生する。
  - 11月7日 - 帝国議会議事堂が竣工する。
- 1938年（昭和13年）11月18日 - 赤坂見附駅が開業。
- 1943年（昭和18年）7月1日 - 東京都制施行により、東京都麹町区となる。
- 1944年（昭和19年）4月 - 興亜工業大学（現在の千葉工業大学）が、紀尾井町へ移転する。
- 1945年（昭和20年）5月24日～5月26日 - 東京大空襲（山の手空襲）。区域の大半が被害を受け、明治宮殿や複数の中央官庁庁舎に加え、麹町区役所も焼失。
- 1946年（昭和21年）12月20日 - 首相官邸デモ事件が発生する。
  - 12月27日 - 麹町区会および神田区会にて、

両区を統合し、新区名を千代田区とすることを議決する。
- 1947年（昭和22年）3月15日 - 特別区への移行のため、麹町区と神田区の区域をもって千代田区を置く[7]。
  - 千代田区発足後は本庁舎を旧神田区役所に暫定的に置かれ、旧麹町区役所は千代田区役所麹町第一出張所として利用されたが、1955年の新庁舎竣工に伴い閉鎖、その後は千代田区役所番町出張所→麹町出張所として数度の移転を行い、現在は千代田区立麹町小学校敷地に出張所は併設されている。

## 行政
初代区長は、矢部常行（江戸時代初期以来の名主の矢部氏子孫で、前第3大区区長。）が就任した。
歴代区長は、歴代区長一覧 (PDF) の麹町区の項を参照。

## 地域

### 施設
- 小山書店

### 教育
- 法政大学
- 上智大学
- 日本歯科医学専門学校
- 日本女子経済専門学校
- 東京府立第一中学校
- 第一東京市立中学校
- 高等商業学校予備門 - 商工中学校
- 海軍予備校 - 海城中学校
- 女子学院
- 麹町女学校
- 東京家政学院
- 雙葉高等女学校
- 大妻高等女学校
- 白百合高等女学校
- 千代田高等女学校
- 千代田女子専門学校
- 法政中学校
- 暁星中学校
- 和洋九段女子中学校
- 東京都麹町国民学校
- 東京都番町国民学校
- 東京都富士見国民学校
- 東京都東郷国民学校
- 暁星小学校
- 雙葉女子尋常小学校
- 東京都麹町国民学校付属幼稚園
- 東京都富士見国民学校付属幼稚園
- 雙葉女子尋常小学校付属幼稚園

## 交通

### 鉄道路線
- 日本国有鉄道
  - 東海道本線（山手線・京浜線（現京浜東北線）・東海道線・横須賀線）
    - 東京駅 - 有楽町駅

  - 東北本線（山手線・京浜線（現京浜東北線）・東北線（現上野東京ライン））
    - 東京駅

  - 中央本線（中央線・総武線）
    - 東京駅・飯田町駅 - 飯田橋駅 - 牛込駅（廃駅） - 市ケ谷駅
- 東京都交通局
  - 東京都電車
    - 2、35および37系統:内幸町 - 日比谷公園 - 馬場先門 - 和田倉門 - 大手町
    - 3系統:溜池 - 山王下
    - 5系統:内幸町 - 日比谷公園 - 馬場先門 - 都庁前
    - 6系統:溜池
    - 8系統:霞ヶ関 - 桜田門 - 日比谷公園
    - 9系統:平河町二丁目 - 三宅坂 - 議事堂 - 桜田門 - 日比谷公園
    - 10系統:平河町二丁目 - 三宅坂 - 半蔵門 - 三番町 - 九段上 - 九段下
    - 11系統:麹町六丁目 - 麹町四丁目 - 半蔵門 - 三宅坂 - 桜田門 - 日比谷公園
    - 12系統:一口坂 - 九段北三丁目 - 九段上 - 九段下
    - 15系統:飯田町 - 九段下、大手町 - 丸ノ内一丁目
    - 25系統:大手町 - 和田倉門 - 馬場先門 - 日比谷公園
    - 28および31系統:丸ノ内一丁目 - 丸ノ内北口 - 丸ノ内南口 - 都庁前

JR東海東海道新幹線、JR東日本東北新幹線、総武快速線、京葉線、東京メトロ丸ノ内線、東西線、有楽町線、南北線、都営地下鉄新宿線、大江戸線は未開通。また半蔵門駅（東京メトロ半蔵門線）、九段下駅（東西線、半蔵門線、都営新宿線）、竹橋駅（東西線）、麹町駅、桜田門駅（有楽町線）、大手町駅（丸ノ内線、東西線、千代田線、半蔵門線、都営三田線）、二重橋前駅（千代田線）、日比谷駅（日比谷線、千代田線、都営三田線）、内幸町駅（都営三田線）、霞ケ関駅（丸ノ内線、日比谷線、千代田線）、国会議事堂前駅（丸ノ内線、千代田線）・溜池山王駅（銀座線、南北線）、永田町駅（有楽町線、半蔵門線、南北線）は開業していなかった。

### 道路
- 国道1号 - 現在の国道1号
- 国道2号 - 現在の国道1号
- 国道8号 - 現在の国道20号
- 国道36号 - 現在の国道1号

## 名所・旧跡・観光スポット・祭事・催事
- 宮城 - 現在の皇居
- 吹上御苑
  - 千鳥ヶ淵、半蔵門、桜田門
- 帝国議会議事堂 - 現在の国会議事堂
- 大審院
- 総理大臣官邸
- 東京都庁
- 日比谷公園
- 千鳥ヶ淵公園
- 帝国劇場
- 日本劇場
- 軍人会館 - のちの九段会館
- 市政会館
- 日比谷公会堂
- 丸の内ビルヂング
- 帝国ホテル
- 山王ホテル
- 星岡茶寮
- 鹿鳴館
- 霞会館
- 靖国神社
- 日枝神社
- 東京大神宮
- 弥生慰霊堂

## 出身有名人
現千代田区の出身有名人については千代田区を参照
- 上皇明仁 - 第125代天皇
- 山階宮武彦王 - 皇族
- 栽仁王 - 皇族
- 山階芳麿 - 皇族、山階鳥類研究所創設者
- 徳川實枝子 - 皇族、華族
- 賀陽健憲 - 旧皇族
- 賀陽文憲 - 元皇族
- 鷹司信輔 - 公爵、貴族院議員、明治神宮宮司、鳥類学者
- 園池公致 - 子爵、小説家
- 鳥尾鶴代 - 旧子爵夫人
- 武者小路公共 - 華族、外交官、武者小路家第10代当主
- 近衛文麿 - 内閣総理大臣
- 与謝野馨 - 政治家
- 愛知揆一 - 衆議院議員
- 草野豹一郎 - 裁判官、法学者、弁護士
- 濱尾四郎 - 弁護士、推理作家
- 打田峻一 - 弁護士、法学者、元国家公務員
- 醍醐忠重 - 海軍中将
- 伊集院松治 - 海軍中将、華族
- 東條英機 - 内閣総理大臣、陸軍軍人、政治家
- 大崎磐夫 - 元ホテルオークラ社長
- 犬丸一郎 - 元帝国ホテル社長
- 坂本朝一 - 元NHK会長
- 舘豊夫 - 実業家
- 菅原通済 - 実業家
- 弘世現 - 実業家
- 渡辺節 - 建築家
- 塚越賢爾 - 飛行家、航空機関士
- 植村環 - 牧師、婦人運動家
- 岩倉具実 - 言語学者
- 塩田良平 - 国文学者
- 中島健蔵 - フランス文学者
- 佐野一彦 - 哲学者、民俗学者
- 野口明 - 教育者
- 野口冨士男 - 小説家
- 寺田寅彦 - 物理学者、随筆家、俳人
- 平塚らいてう - 思想家、評論家、作家、フェミニスト
- 山川菊栄 - 評論家
- 福田平 - 法学者
- 呉建 - 医学者
- 岡本綺堂 - 小説家、劇作家
- 武者小路実篤 - 小説家、詩人、劇作家、画家
- 吉行淳之介 - 小説家
- 吉行理恵 - 小説家・詩人
- 邦枝完二 - 小説家
- 堀辰雄 - 小説家
- 白洲正子 - 随筆家
- 千家元麿 - 詩人
- 北村初雄 - 詩人
- 星野立子 - 俳人
- 及川貞 - 俳人
- 巖谷小波 - 作家、児童文学者
- 堀文子 - 日本画家
- 林武 - 洋画家
- 篠原有司男 - 現代美術家
- 荒木白雲 - 浮世絵師、日本画家
- 山中古洞 - 浮世絵師、日本画家
- 近衛秀麿 - 指揮者、作曲家
- 三木鶏郎 - 作曲家、作詞家、放送作家、構成作家、演出家
- 山本直忠 - 作曲家、指揮者
- 池内友次郎 - 作曲家、音楽教育家、俳人
- 近衛直麿 - 詩人、ホルン奏者、雅楽研究者
- 雨宮雅子 - 歌人
- 中村吉右衛門 (2代目) - 歌舞伎俳優
- 名古屋章 - 俳優、声優
- 二瓶正也 - 俳優
- 増田順司 - 俳優
- 藤間林太郎 - 俳優
- 細川ちか子 - 女優
- 吉行和子 - 女優
- 小桜葉子 - 女優
- 長谷川稀世 - 女優
- 長谷川裕見子 - 女優
- 越路吹雪 - 元宝塚歌劇団男役トップスター、シャンソン歌手、舞台女優
- 古川ロッパ - コメディアン
- 南廣 - ミュージシャン・俳優
- 露木茂 - フリーアナウンサー
- 石井輝男 - 映画監督
- 横田豊秋 - 映画監督、脚本家、俳優
- 三島弥彦 - 日本初のオリンピック代表選手
- 桑田忠親 - 歴史学者
- 岡義武 - 政治学者
- 藤間哲郎 - 作詞家
- 小西得郎 - プロ野球監督
- 深谷伊三郎 - 鍼灸師